# Benjamin Burić
Benjamin Burić (Doboj, 20 de noviembre de 1990) es un jugador de balonmano bosnio que juega de portero en el SG Flensburg-Handewitt de la Bundesliga. Es internacional con la selección de balonmano de Bosnia y Herzegovina.
Es el hermano gemelo de Senjamin Burić.

## Palmarés

### Flensburg
- Liga de Alemania de balonmano (1): 2019
- Liga Europea de la EHF (1): 2024

## Clubes
- RK Maglaj
- HRK Izviđač (2010-2013)
- Borac Banja Luka (2013)
- Gorenje Velenje (2013-2016)
- HSG Wetzlar (2016-2018)
- SG Flensburg-Handewitt (2018- )[3]